# Atena Lucana

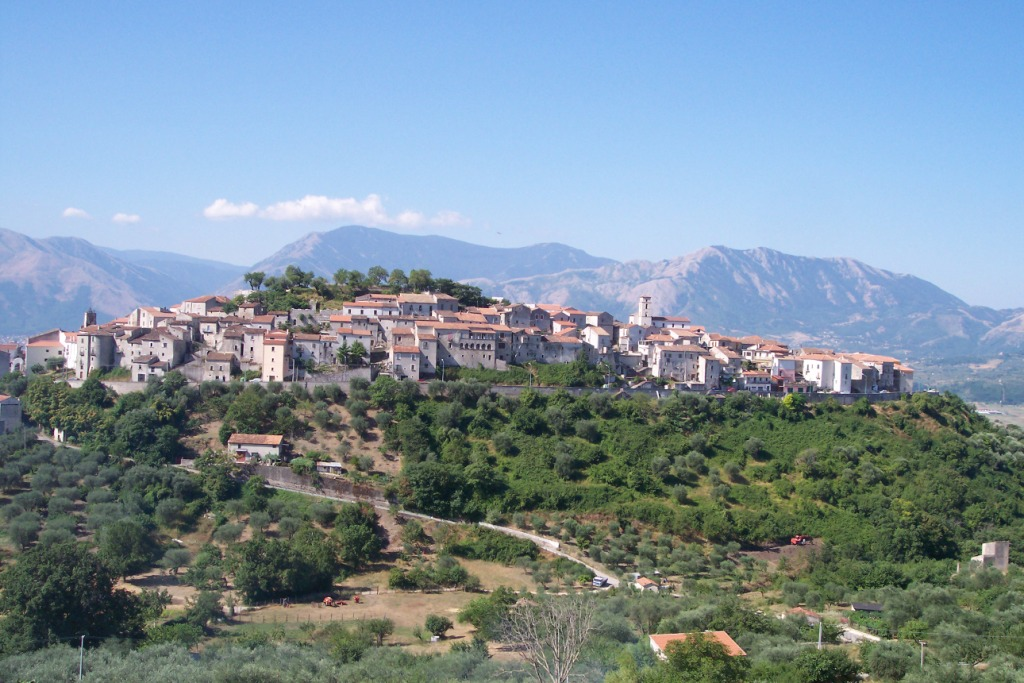
Blick auf den Ort

Atena Lucana ist ein Ort mit 2362 Einwohnern (Stand 31. Dezember 2023) in der Provinz Salerno im Cilento (Kampanien) in Italien und Teil der Comunità Montana Vallo di Diano.

## Geografie
Die in der Nähe liegenden Gemeinden sind Brienza (PZ), Polla, Sala Consilina, San Pietro al Tanagro, Sant’Arsenio und Teggiano. Die Ortsteile sind Atena Lucana Scalo, Serrone und San Giuseppe.

## Gemeindepartnerschaften
- Imathia (Griechenland)